# Metiltestosterone
Il Metiltestosterone, venduto con il nome di Android, Metandren e Testred, è un farmaco androgeno e steroide anabolizzante (AAS) che viene utilizzato nel trattamento dei bassi livelli di testosterone negli uomini, nella pubertà ritardata nei ragazzi, a basse dosi come componente della terapia ormonale in menopausa per i sintomi della stessa per contrastare le vampate di calore, l'osteoporosi, il basso desiderio sessuale nelle donne e per trattare il cancro al seno. È assunto per via orale.
Gli effetti collaterali del metiltestosterone comprendono i sintomi della mascolinizzazione come l'acne, l'irutismo, disfonia e l'aumento del desiderio sessuale. Può anche causare effetti estrogenici come ritenzione di liquidi, tensione mammaria e ingrossamento del seno negli uomini e danni al fegato. Il farmaco è un androgeno sintetico e uno steroide anabolizzante e quindi è un agonista del recettore degli androgeni (AR), l'obiettivo biologico degli androgeni come il testosterone e il diidrotestosterone (DHT). Ha effetti androgeni e anabolizzanti moderati, il che lo rendono utile per produrre effetti di mascolinizzazione.
Il Metiltestosterone fu scoperto nel 1935 e fu introdotto per uso medico nel 1936. Fu sintetizzato poco dopo la scoperta del testosterone ed è stato uno dei primi AAS sintetici sviluppati. Oltre al suo uso medico, il metiltestosterone è usato per migliorare il fisico e le prestazioni sportive sebbene non sia così comunemente usato come altri AAS per tali scopi a causa dei suoi effetti androgenici, estrogenici e del rischio di danno al fegato. Il farmaco è una sostanza controllata in molti paesi e quindi l'uso non medico è illegale.